# Ali Fuat Cebesoy
Ali Fuat Cebesoy (1882, Istanbul - 10 gener 1968, Istanbul) fou un militar, polític i home d'estat turc. El seu pare fou İsmail Fazıl Paşa i la seva mare fou Zekiye Hanım. Va entrar a l'Escola de guerra (Harbiye) el 13 de març de 1899, on estudia amb Mustafa Kemal. Graduant del Harbiye el 1902 entra a l'Acadèmia Militar otomana. L'11 de gener de 1905 surt de l'Acadèmia Militar com a capita de l'Exèrcit otomà.

## Carrera militar
Quan es graduà de l'escola de guerra, fou destinat a Beirut després a Tessalònica i esdevingué tinent 1907. Després d'haver servit d'agregat militar a Roma, Cebesoy va participar en les Guerres Balcàniques. Després de la seva victoriosa defensa d'Ionnia, fou promogut al rang de tinent-coronel.
Durant la Primera Guerra Mundial, serví com a comandant de divisió, de cos d'exèrcit i d'exèrcit. Va ser promogut al rang de coronel el 1915 i després al rang de general de divisió el 1917 gràcies als seus èxits en el camp de batalla. Al final de la guerra, va combatre a Palestina i al Caucas. Després de la firma del Tractat de Montreux, Cebesoy, va desplaçar els seus cossos d'exèrcit de Síria a la ciutat d'Ereğli de (Konya) i després a Ankara.

## Guerra d'independència
Cebesoy va signar el protocol d'Amasya i va participar en la guerra d'independència turca. S'ha incorporat als exèrcits kemalistes amb els quals va participar en la defensa del territori nacional contra els exèrcits grecs. Després del Congrés de Sivas el 1920, fou nomenat comandant general de les forces nacionals pel consell dels representants.
Fou escollit el mateix any diputat al parlament. Després fou nomenat ambaixador a Moscou, a causa del seu fracàs en la lluita contra les forces armades gregues. Però ha pogut aportar a Mustafa Kemal el suport de la Unió soviètica en la seva guerra d'independència; així, els resistents turcs van rebre armes i diners provinents de Moscou. A la seva tornada a Turquia, fou designat segon portaveu del parlament.

## Carrera política
Després de la proclamació de la República per Mustafa Kemal, esdevingué diputat. Oposat al programa de modernització emprès per Atatürk, creà amb altres paixàs, entre els quals Hüseyn Rauf Orbay i Kazim Karabekir un partit polític d'oposició, el Partit republicà progressista (Terakkiperver Cumhuriyet Fırkasi). Fou escollit secretari general del partit el 1924. Després de la revolta kurda duta a terme per Xaikh Siïd, el partit fou dissolt. El 1926, fou acusat, junt amb altres militars i l'oposició, de projectar un atemptat contra Mustafa Kemal, però un tribunal d'Izmir l'absolgué aquell mateix any.
Restà allunyat de la vida política de 1927 a 1931. Fou el 1931 quan retornà a la política activa com a diputat per Konya. Fou diputat per Konya i per Eskişehir fins a 1950. De 1939 a 1943, exercí el càrrec de Ministre d'Obres Públiques, Ministre de Transports de 1943 a 1946 i de president del Parlament el 1948. Després intenta presentar-se a les eleccions legislatives per al Partit demòcrata, però no fou escollit. Més endavant, Cebesoy fou elegit diputat per Istanbul de 1950 a 1960. Es retirà de la vida política després del cop d'estat militar del 27 de maig de 1960.
Cebesoy va morir el 1968, a l'edat de 86 anys i fou enterrat al pati posterior d'una mesquita prop de Geyve.